# George Davis
George Davis (7 de novembro de 1889 — 19 de abril de 1965) foi um ator norte-americano nascido nos Países Baixos. Ele apareceu em mais de 260 filmes entre 1916 e 1963. Nasceu em Amsterdã e faleceu em Los Angeles, Califórnia.

## Filmografia parcial
- Stupid, But Brave (1924)
- He Who Gets Slapped (1924)
- The Iron Mule (1925)
- Cleaning Up (1925)
- The Awakening (1928)
- Thin Ice (1937)
- Secrets of Monte Carlo (1951)
- The Lady Says No (1952)